# Stanislav Sucharda
Stanislav Sucharda (Nová Paka, 1866. november 12. – Prága, 1916. május 5.) cseh szobrász és éremművész.

## Életpályája
Stanislav Sucharda  a prágai iparművészeti iskolában Josef Václav Myslbek tanítványa volt, akárcsak Jan Štursa vagy Bohumil Kafka. Később az iskola tanára volt. Számos épületdíszítő szobrot készített. Éremművészként is jelentős volt.

## Képgaléria

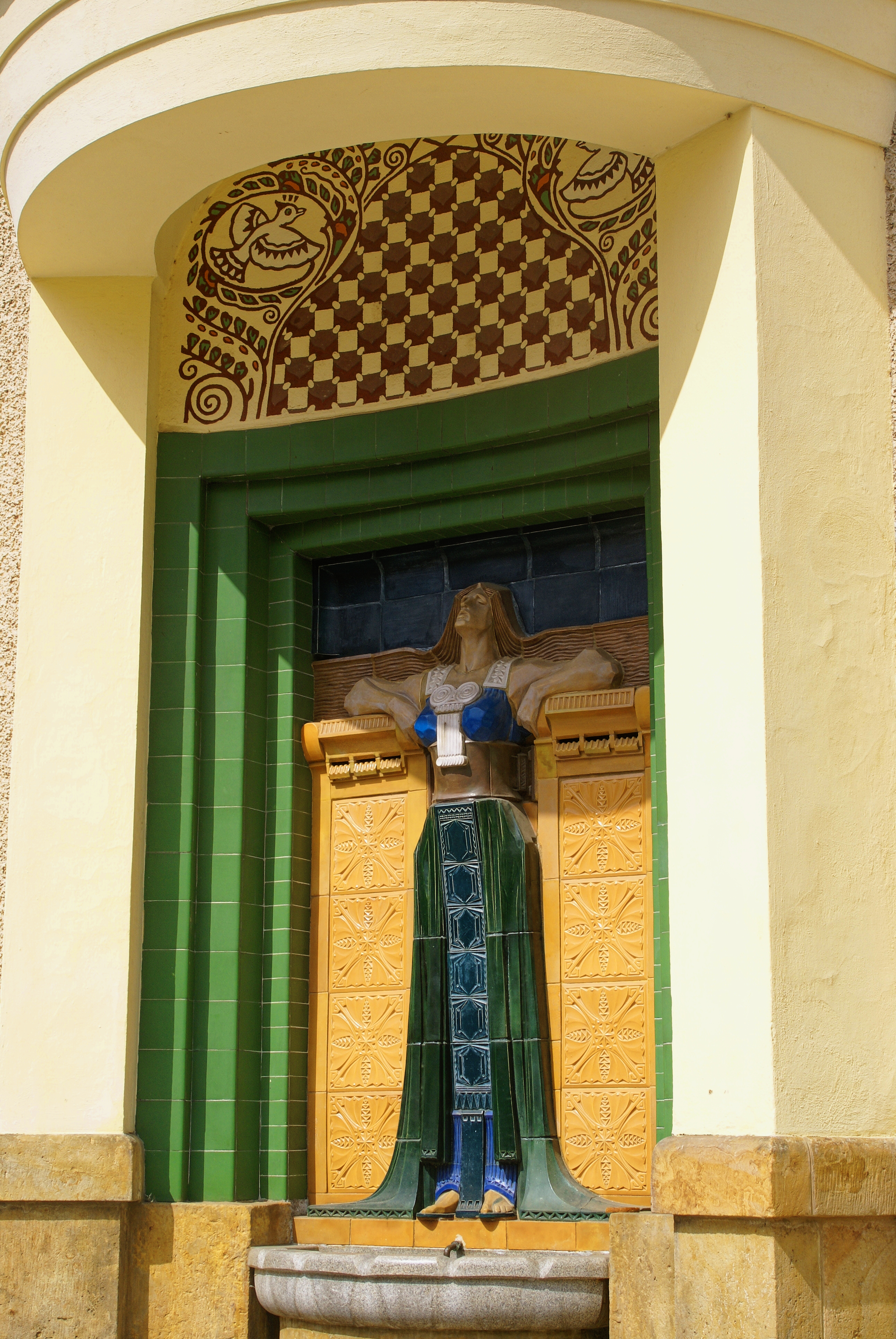
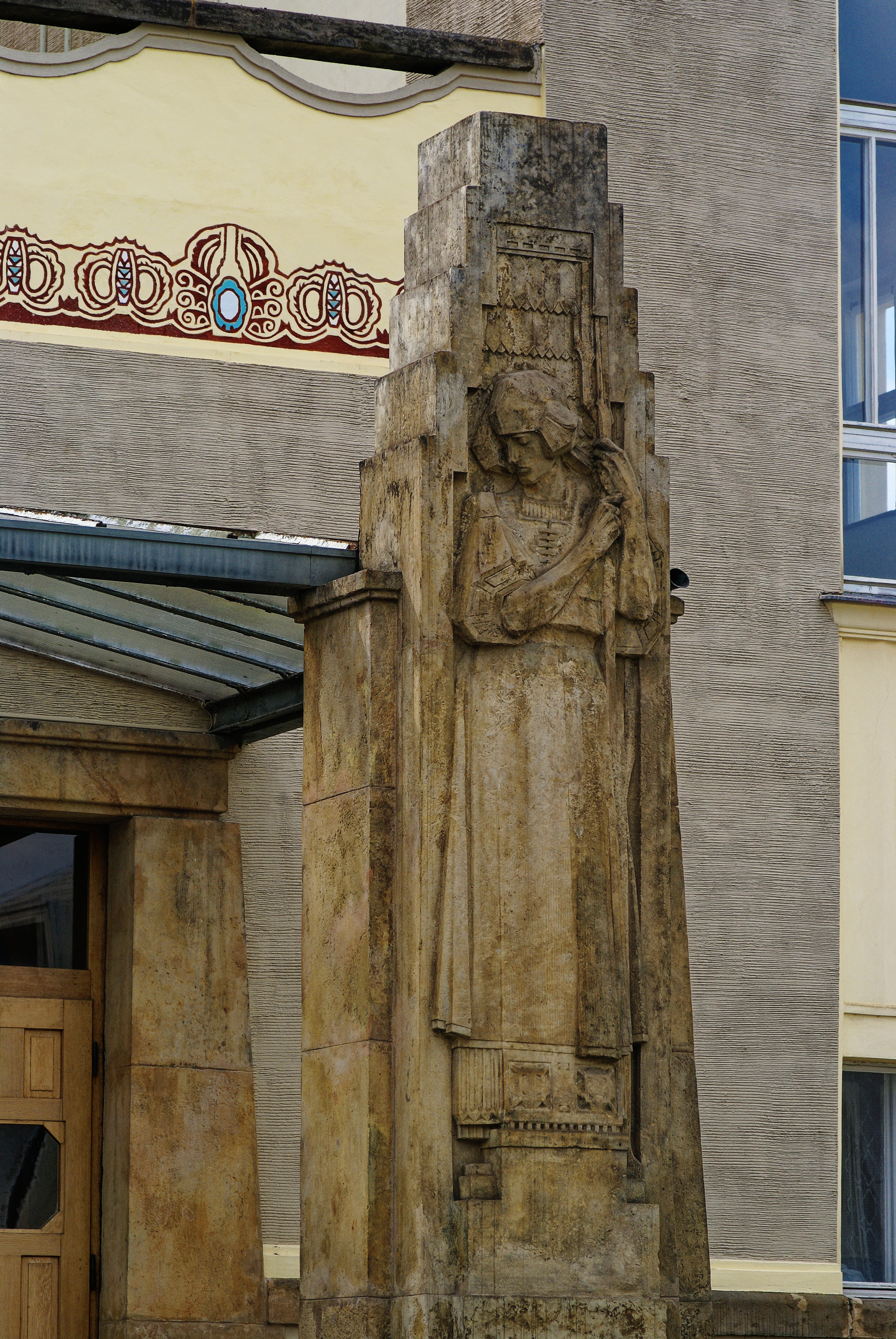
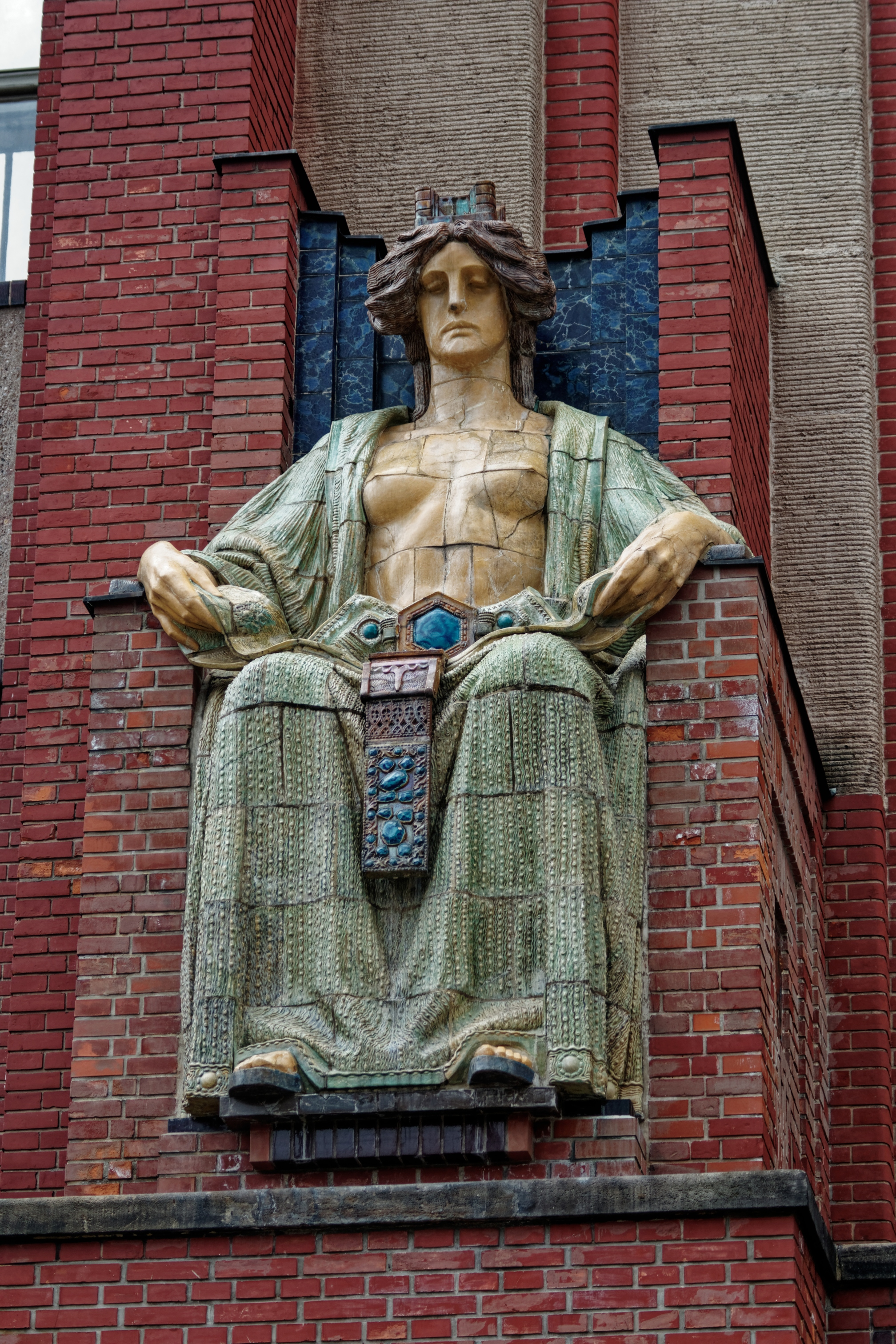
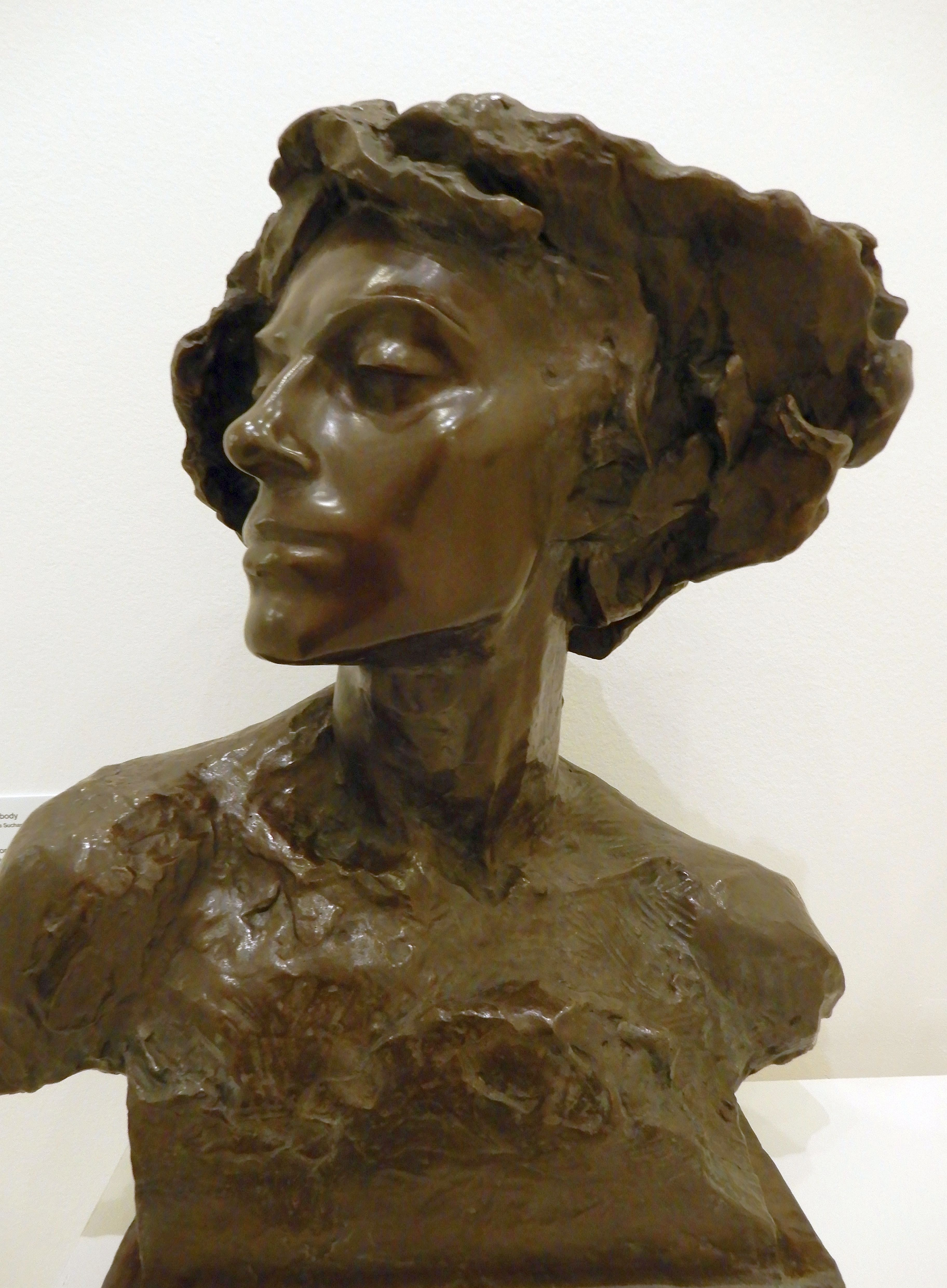
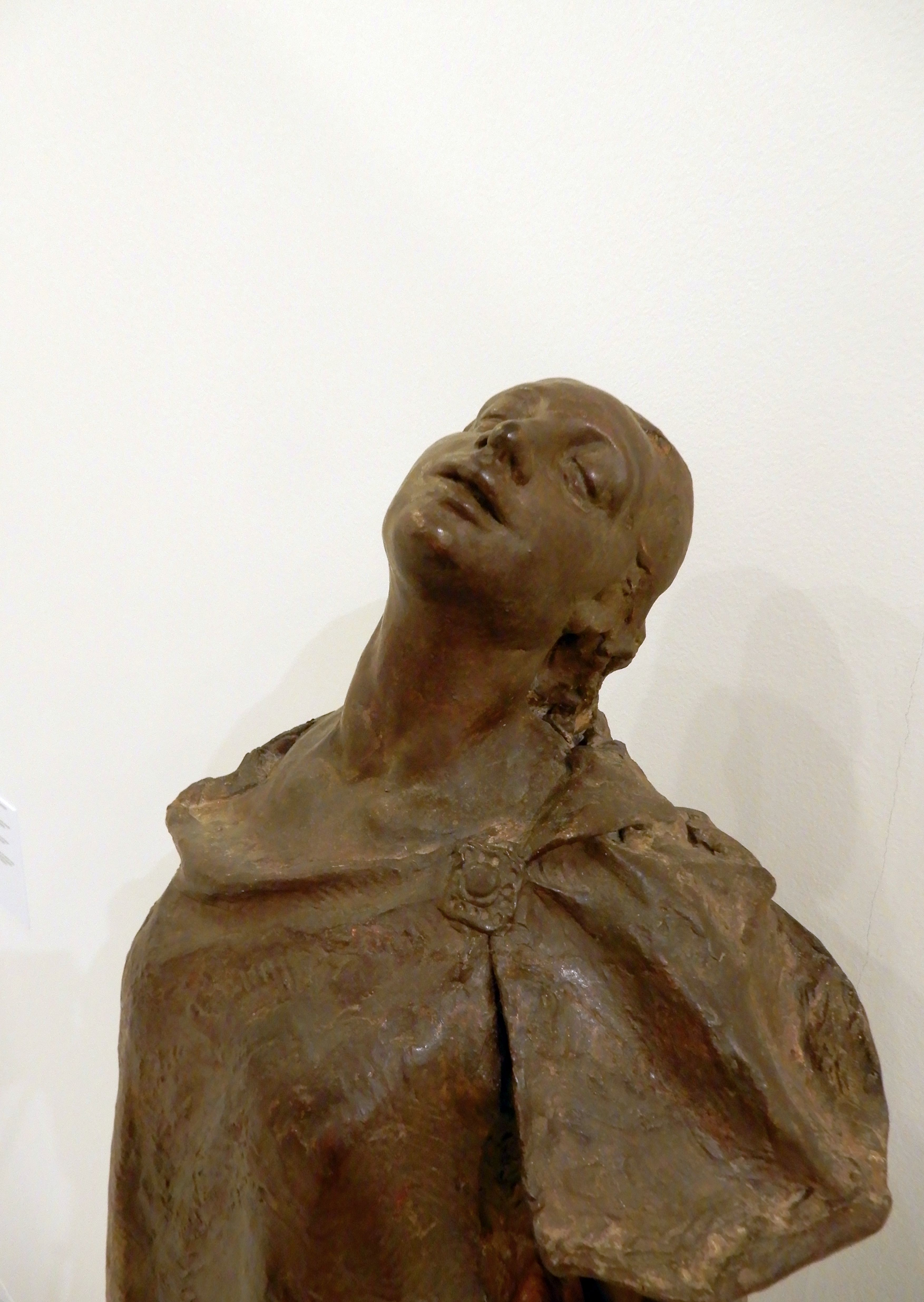
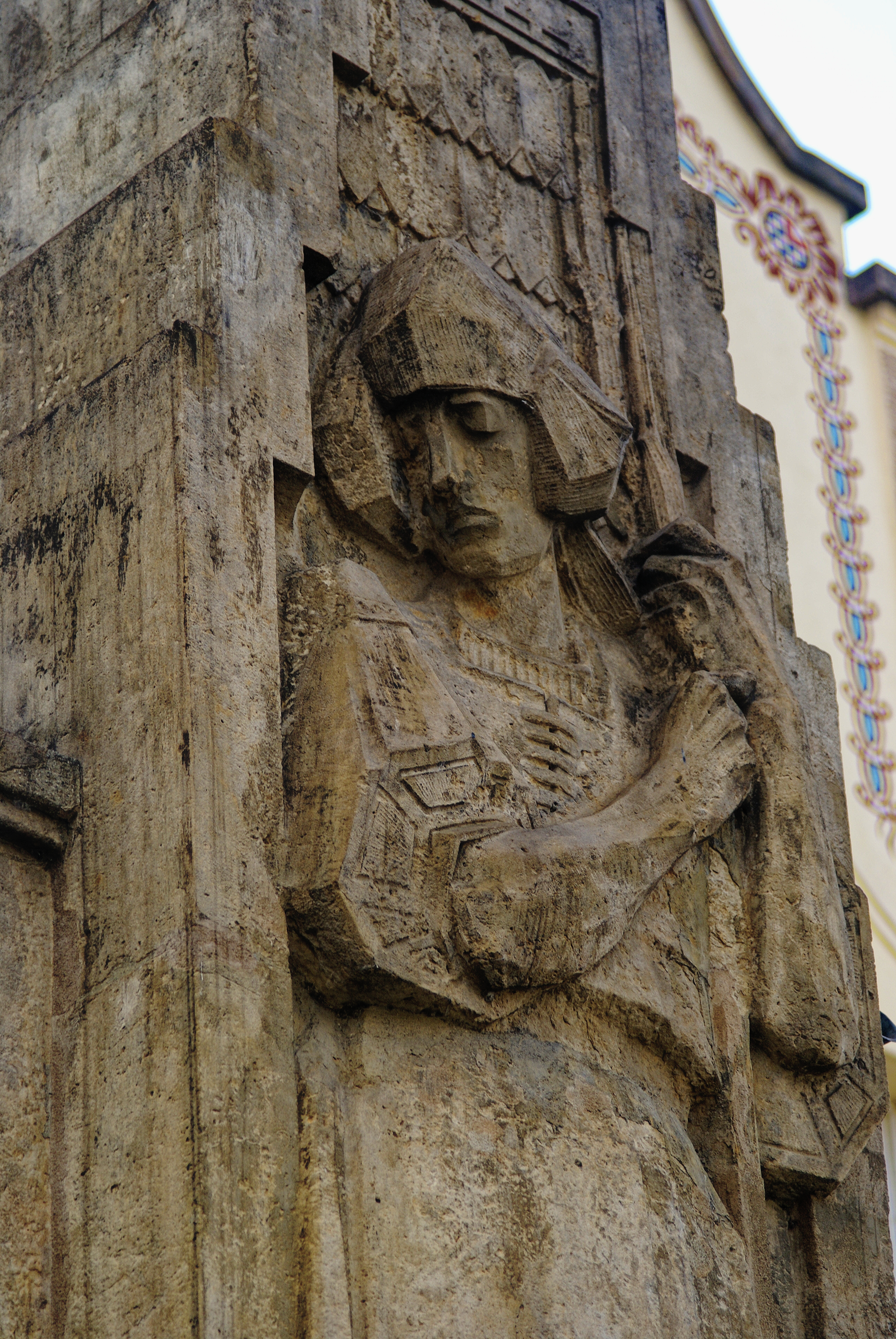
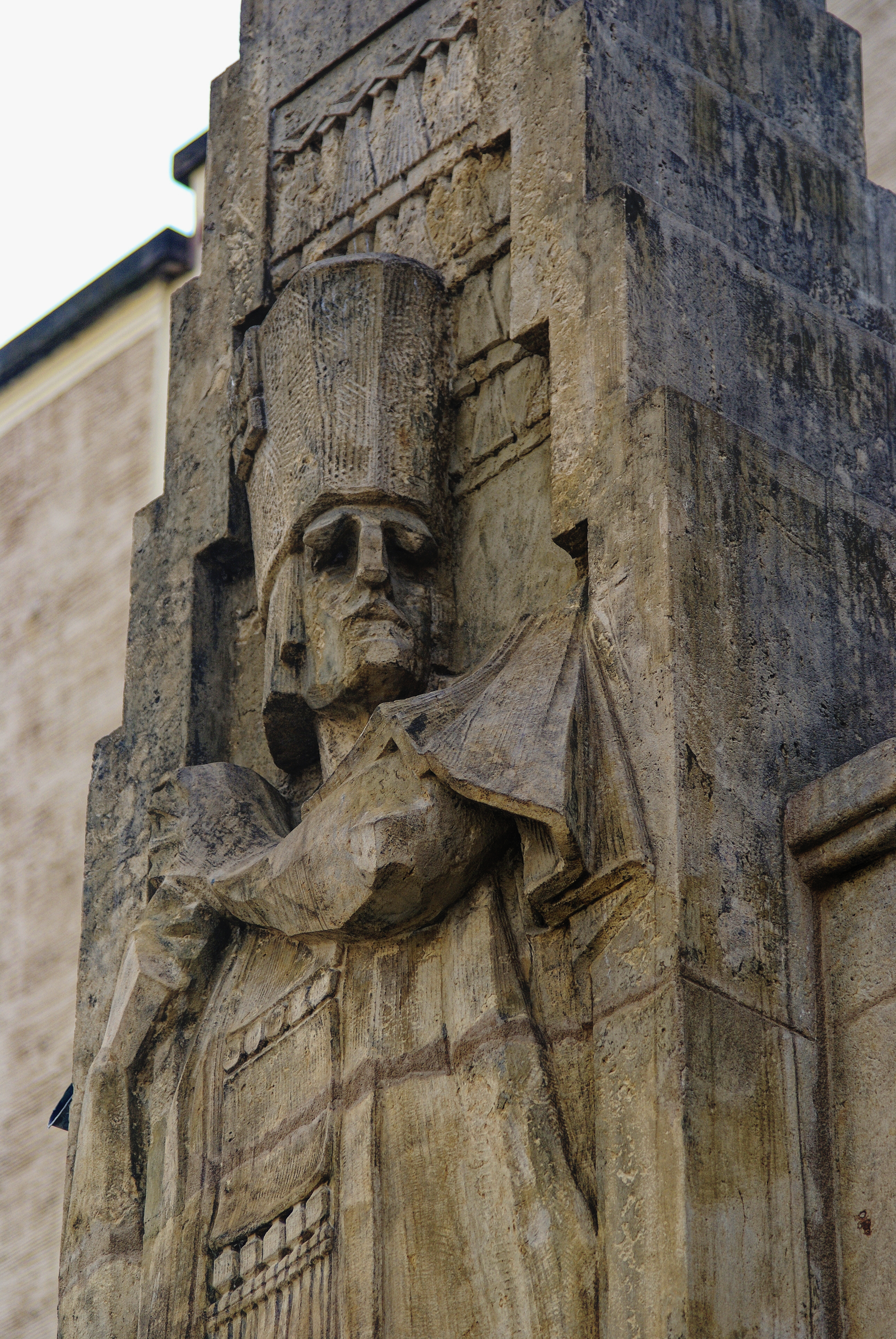